# Bactrocera melanoscutata
Bactrocera melanoscutata är en tvåvingeart som beskrevs av Drew 1989. Bactrocera melanoscutata ingår i släktet Bactrocera och familjen borrflugor. Inga underarter finns listade.